# Piotr Morta
Piotr Paweł Morta (ur. 19 czerwca 1959 w Wieluniu) – polski działacz związkowy i samorządowy, ekonomista, krajowy mistrz racjonalizacji 1983, wynalazca, działacz podziemnej „Solidarności”, wiceprzewodniczący ERZ Pfleiderer AG.

## Życiorys

### Wykształcenie i działalność zawodowa
Ukończył studia w Akademii Ekonomicznej w Poznaniu, kierunek zarządzanie i marketing. Od 1978 do 2014 zatrudniony jako specjalista konstruktor w Zakładach Płyt Wiórowych Prospan w Wieruszowie (od 2003 Pfleiderer Prospan S.A.). Od 2014 specjalista do spraw administracji. Był zatrudniony również w CSiDP Profesja w Częstochowie.

### Działalność związkowa i polityczna
W „Solidarności” od lutego 1981. W
stanie wojennym był uczestnikiem struktur podziemnych w ZPW Prospan, kierowanych przez Piotra Krupota. Z nim reaktywował „Solidarność” w Wieruszowie i w Zakładach Płyt Wiórowych, od 20 marca 1989 pełnił funkcję tam wiceprzewodniczącego Tymczasowej Komisji NSZZ „Solidarność”. W 1989 utworzył Komitet Obywatelski w Wieruszowie. Od 1989 członek Komisji Zakładowej, a od 1991 do 18 czerwca 2014 jej przewodniczący. Od 18 czerwca 2014 przewodniczący Komisji Międzyzakładowej NSZZ Solidarność 80. Od 1998 do 18 czerwca 2014 był przewodniczącym Krajowej Sekcji Przemysłu Płyt Drewnopochodnych „S” i wiceprzewodniczącym Krajowego Sekretariatu Budownictwa i Przemysłu Drzewnego. Był też delegatem na WZD Regionu Wielkopolska Południowa. Od 2010 do 2014 członek Zarządu Regionu Wielkopolska Południowa „Solidarność”. Od 2014 przewodniczący Krajowego Sekretariatu Budownictwa, Przemysłu Drzewnego i Ochrony Środowiska NSZZ Solidarność 80 (KS BDOŚ NSZZ S80). Pełniąc funkcję przewodniczącego KS BDOŚ S80 wprowadził NSZZ Solidarność 80 na salony europejskie. 1 lipca 2018 NSZZ Solidarność 80 w wyniku jego starań została członkiem Europejskiej Federacji Budownictwa i Przemysłu Drzewnego (EFBWW). Współtwórca Europejskiej Rady Zakładowej w koncernie Pfleiderer AG. Pełnił funkcję wiceprzewodniczącego Specjalnego Zespołu Negocjacyjnego tworzącego ERZ i od 15 listopada 2007 do 2014 wiceprzewodniczącego Europejskiej Rady Zakładowej.

### Działalność samorządowa
Członek Zarządu Miasta i Gminy Wieruszów pierwszej kadencji Rady Gminy – 1990–1994. W 1998 przewodniczył zespołowi inicjującemu utworzenie powiatu wieruszowskiego. W 1998 został wybrany na radnego powiatu wieruszowskiego. W latach 1998–2002 był przewodniczącym Komisji Bezpieczeństwa Publicznego i Samorządności w pierwszej kadencji Rady Powiatu Wieruszowskiego. W okresie 2002–2006 urzędował jako radny powiatu z listy wieruszowskiej prawicy, natomiast w latach 2006–2010 i 2010–2014 jako radny Rady Powiatu Wieruszowskiego z listy PiS.

### Inne pełnione funkcje
Pełnił funkcję wiceprzewodniczącego rady nadzorczej Fabryki Sklejka Pisz S.A. w Piszu przez dwie kadencje. Był członkiem rady nadzorczej Pfleiderer Prospan S.A. w Wieruszowie. Był również wiceprzewodniczącym rady nadzorczej Witar S.A. w Poznaniu. Członek rady nadzorczej w SKOK-u przez dwie dwuletnie kadencje. Należał do Stowarzyszenia Inżynierów i Techników Mechaników Polskich, Stowarzyszenia Inżynierów i Techników Leśnictwa i Drzewiarzy, Stowarzyszenia Inwestorów Indywidualnych (przewodniczący oddziału w Wieruszowie od 1998 do 2010). Od 20 maja 2016 jest reprezentantem na terenie Polski Centrum Współpracy Ukraińsko-Polskiej Uniwersytetu Górniczego z siedzibą w Dnieprze (nr rejestru 00009435). Od 2016 członek Zespołu Trójstronnego ds. Budownictwa i Gospodarki Komunalnej przy Ministerstwie Infrastruktury i Budownictwa. Od 2017 jest członkiem Rady Konsultacyjnej do Spraw Działaczy Opozycji Antykomunistycznej oraz Osób Represjonowanych z Powodów Politycznych działającej przy Wojewodzie Łódzkim. Od 28 marca 2017 r. jest członkiem Komitetu Ochrony Pamięci Walk i Męczeństwa przy Oddziale Instytutu Pamięci Narodowej we Wrocławiu.

## Publikacje
Współautor publikacji pt. „Szanse i zagrożenia rozwoju Zakładów Płyt Wiórowych Prospan S.A. będące wynikiem prywatyzacji” wydanej przez Akademię Ekonomiczną w Poznaniu, Poznań 1997.

## Osiągnięcia i odznaczenia

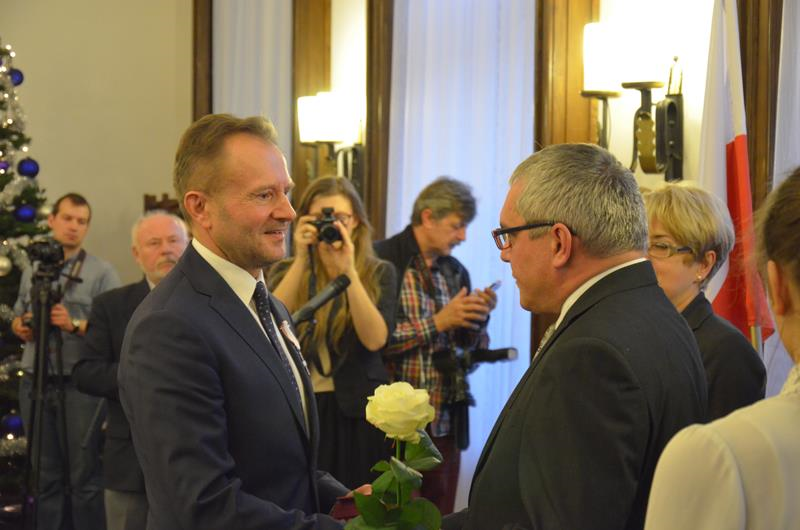
Piotr Morta uhonorowany Krzyżem Wolności i Solidarności

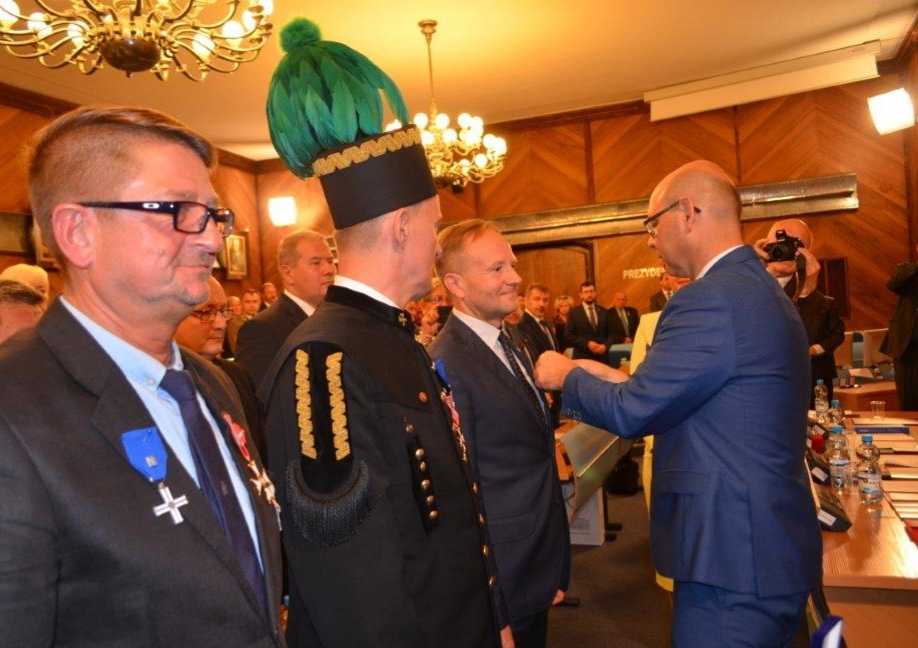
W Szczecinie w Szpinakowym Pałacu na Sali sesyjnej, w związku z 25-leciem Solidarności-80, Piotr Morta odznaczony został Krzyżem Niezłomny Niepokorny DAR.

Został uhonorowany następującymi odznaczeniami:
- 1988: Brązowy Krzyż Zasługi
- 2010: Srebrny Krzyż Zasługi
- 2014: Krzyż Wolności i Solidarności[20][21]
- 2016: Odznaka honorowa „Działacza opozycji antykomunistycznej lub osoby represjonowanej z powodów politycznych”
- 2016: Krzyż Niezłomni Niepokorni 1956–1989
- 2016: Medal „Pro Patria”[22][23][24][25]
- 2017: Odznaka Honorowa Primus in Agendo[26][27]
- 2017: Złoty Kordelas Leśnika Polskiego[28][29][30]
- 2018: Krzyż Oficerski Orderu Odrodzenia Polski – Polonia Restituta[31][32][33][34][35]
- 2020: Medal Stulecia Odzyskanej Niepodległości[36][37]
- 2021: Medal „Pro Bono Poloniae”[38][39]

Piotr Morta jest współtwórcą wynalazku Ogniwo łańcucha opatentowanego przez Urząd Patentowy Rzeczypospolitej Polskiej nr PL 153847 B1, Świadectwo Autorskie nr 27003. Za osiągnięcia na polu racjonalizacji został wyróżniony tytułem ogólnopolskiego mistrza racjonalizacji (1983). W 1988 w konkursie Mistrz Racjonalizacji przemysłu płyt, sklejek i zapałek wyróżniony tytułem ogólnopolskiego wicemistrza racjonalizacji. Otrzymał zaświadczenie Instytutu Pamięci Narodowej – Komisji Ścigania Zbrodni przeciwko Narodowi Polskiemu stwierdzające, że jest pokrzywdzonym w rozumieniu ustawy o Instytucie Pamięci Narodowej. Umieszczony na liście – opublikowanej przez IPN w Biuletynie Informacji Publicznej – osób rozpracowywanych przez organy bezpieczeństwa PRL-u. Uhonorowany srebrnym medalem nadanym przez Krajowy Sekretariat Budownictwa i Przemysłu Drzewnego – za zasługi dla „Solidarności” w 25. rocznicę powstania „S” oraz statuetką w 30. rocznicę powstania „Solidarności”. W 2014 zdobył tytuł samorządowca roku 2014 powiatu wieruszowskiego w plebiscycie Dziennika Łódzkiego „Samorządowiec Roku 2014 Województwa Łódzkiego”. W 2017 uhonorowany tytułem „Zasłużony dla Powiatu Wieruszowskiego” – wręczenie miało miejsce podczas gali z okazji 20-lecia powstania samorządu, połączonej z obchodami 100-lecia odzyskania przez Polskę niepodległości. 21 września 2022 r. podczas Zjazdu Delegatów "Solidarności"-80 za wybitne zasługi na rzecz przemian demokratycznych w Polsce został odznaczony Medalem Zasłużonych na rzecz porozumień społecznościowych. 

## Życie prywatne
Żonaty z Marią Jolantą, z zawodu nauczycielką, ojciec trzech córek: Natalii, Martyny, Julii.